# Chiesa cattolica in Corea

Mappa delle arcidiocesi e diocesi cattoliche in Corea.

La Chiesa cattolica in Corea è parte della Chiesa cattolica universale, sotto la guida spirituale del Papa e della Santa Sede. 
La Corea è considerata dalla Chiesa cattolica come un unico paese, per questo vi è una sola conferenza episcopale coreana. Di fatto esiste una gerarchia ecclesiastica soltanto nella Corea del Sud, mentre nel Nord non è riconosciuta la libertà di culto per i cattolici se non tramite l'Associazione dei cattolici nordcoreani costituita dal governo sull'esempio dell'Associazione patriottica cattolica cinese e, come questa, non riconosciuta dalla Chiesa cattolica.

## Storia
La storia della Chiesa cattolica in Corea è relativamente recente e ha un inizio singolare: alla fine del XVIII secolo, al tempo del regno dinastico Joseon, alcuni eruditi entrarono in contatto con i testi biblici in cinese portati nel loro paese da alcuni missionari occidentali ed iniziarono a studiare autonomamente la dottrina cattolica.
Nel 1784 uno di loro, Lee Seung Hun, fu inviato a Pechino per essere battezzato dai missionari cattolici; tornato in patria battezzò gli altri membri del suo gruppo, dando vita così alla Chiesa coreana senza alcun apporto esterno.

Nell'Ottocento la neonata Chiesa fu colpita dalle persecuzioni.
Nel 1866 i cristiani coreani subirono il martirio più doloroso della loro storia: più di diecimila fedeli furono massacrati, la metà di tutti quelli esistenti nel Paese.
La libertà di professare il cattolicesimo fu raggiunta nel 1886, a seguito di un trattato tra Corea e Francia.
Le persecuzioni però non terminarono: nel maggio del 1901 venne compiuto un altro massacro di 700 cristiani.

Nel 1910 l'invasione giapponese portò nuove limitazioni alla professione della fede cristiana.
Alla fine della Seconda guerra mondiale il paese fu diviso in due stati dalle due superpotenze. Le entità statali scesero in guerra tra loro.

### Al Nord
Alla metà del secolo il 30% degli abitanti della capitale Pyongyang professava la fede cattolica, contro l'1% del resto del Paese.
Durante la Guerra di Corea (1950-1953) le truppe comuniste diedero la caccia a missionari, religiosi stranieri e cristiani coreani, inseguendoli persino nel Sud. Lo scopo del regime nordcoreano era distruggere ogni presenza cristiana. Al nord vennero distrutti tutti i monasteri e le chiese; i monaci e i sacerdoti furono arrestati e condannati a morte.
All'inizio della guerra fu arrestato anche il primo delegato apostolico in Corea, il vescovo Patrick James Byrne: pur essendo cittadino statunitense, fu condannato a morte, ma la sentenza non venne eseguita. Fu deportato in un campo di concentramento, dove morì qualche mese dopo tra stenti e privazioni.
Di cosa successe ai cristiani negli anni seguenti non si hanno più notizie perché il regime coreano è tra i più chiusi verso l'esterno. Ancora non si conosce la sorte dei 166 sacerdoti e religiosi residenti nel Nord alla fine della guerra.
Oggi la Chiesa del nord rimane senza clero e senza culto.
Secondo i dati ufficiali, i cattolici nordcoreani sono circa 4.000, oltre a circa 12.000 protestanti. I dati però si riferiscono agli iscritti all'«Associazione dei cattolici nordcoreani», organizzazione creata dal governo, quindi controllata dal regime. Le chiese autorizzate sono solamente tre in tutto il Paese, concentrate nella capitale Pyongyang: due sono protestanti (le chiese di Bongsu e di Chilgol) e una cattolica (la chiesa di Changchung, per molti una "vetrina" a uso del regime). Fino al 2013 l'annuario pontificio continuava ad indicare come vescovo di Pyongyang, monsignor Francis Hong Yong-ho, che avrebbe superato il secolo di vita, ma del quale non si hanno più notizie dal 1949.
La società nordcoreana è stata suddivisa in tre classi, ciascuna delle quali è composta da 17 categorie. Alla prima classe appartengono i privilegiati (essi possono ambire ai posti di governo o al grado di ufficiale dell'esercito); alla seconda la classe media (che può arrivare, nella vita civile, al grado di funzionario mentre nella vita militare si ferma al grado di soldato); fanno parte della terza classe tutti coloro che sono sospettati di ribellione e di opposizione allo Stato. I legami di sangue sono fondamentali per l'appartenenza ad una classe. Di conseguenza non è previsto che un individuo salga da una classe all'altra.

Il legame di sangue ha un'altra conseguenza importante: in Corea del Nord è legale che una persona sia messa in carcere per il suo legame di sangue con un condannato. Quindi se il membro di una famiglia è condannato, finiscono in carcere anche i suoi parenti stretti.
I cristiani appartengono alla terza classe. Delle 51 categorie di cui si compone la società nordcoreana, essi appartengono alla 37ª; se cattolici alla 39ª. La comunità cristiana è sottoposta ad una dura repressione da parte delle autorità. Un cattolico fedele al papa è doppiamente malvisto: accusato di slealtà verso il regime (solo l'«Associazione dei cattolici nordcoreani» è riconosciuta) e sospettato di rapporti con la Cina. In Corea del Nord la repressione della libertà religiosa è totale. Anche praticare la fede in privato, a livello personale, è reato. Le pene vanno dalla detenzione in un campo di lavoro, per un periodo di tempo o a vita, alla morte tramite pubblica esecuzione. Nel Paese comunista, essere "scoperti" mentre si partecipa ad una messa in un luogo non autorizzato può comportare pene detentive e, nei casi peggiori, la tortura e anche la pena capitale. Il solo fatto di possedere una Bibbia è considerato un reato che può portare alla condanna a morte. Il 16 giugno 2009 una cristiana di 33 anni, Ri Hyon-ok, è stata condannata a morte e giustiziata per aver "messo in circolazione delle Bibbie".
Anche i familiari di un condannato possono essere arrestati a loro volta. Infatti, oltre ai campi di lavoro, esistono in Corea del Nord i campi di "rieducazione", appositamente costruiti per rinchiudere i familiari dei condannati.
Secondo il rapporto 2014 dell'organizzazione non governativa «Open Doors International» ("Porte Aperte"), sono attualmente rinchiusi nei sei campi di lavoro esistenti nel Paese da 50.000 a 70.000 cristiani. Dal 2003 la Corea del Nord compare sempre al primo posto nel rapporto annuale dell'ONG sulle persecuzioni verso i cristiani.
Le condizioni di degrado materiale e morale cui sono sottoposti i condannati rinchiusi nei campi di lavoro sono state descritte da Shin Dong-hyuk, l'unica persona riuscita a fuggire ed a mettersi in salvo fuori dal Paese. Shin ha raccontato la sua esperienza nel libro Fuga dal campo 14 (2014).

### Al Sud
Nel Sud la Chiesa gode di libertà religiosa ed è governata da vescovi locali. Dal 1962, infatti, i vescovi europei hanno lasciato il posto a vescovi coreani. Alcune statistiche rivelano che nel 2012 85.000 coreani si sono convertiti al cattolicesimo.

Attualmente la Corea del Sud è il quinto paese asiatico per numero di cattolici (circa 5.900.000 nel 2021), superato solo da Filippine, India, Vietnam e Indonesia (senza contare la Cina, per la quale non ci sono statistiche affidabili); in percentuale segue invece le Filippine, Timor Est e il Libano.
La Chiesa coreana ha ricevuto le visite pastorali di papa Giovanni Paolo II nel 1984 e nel 1989 e quella di papa Francesco nel 2014.

## Organizzazione ecclesiastica
La Chiesa cattolica in Corea è divisa in 17 diocesi (suddivise in 3 province ecclesiastiche), un'abbazia territoriale e un'ordinariato militare.

### Provincia ecclesiastica di Daegu

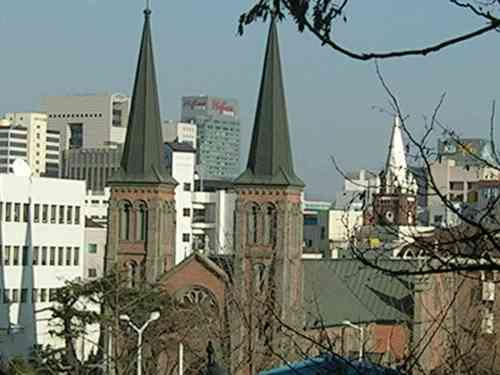
Cattedrale di Taegu

- Arcidiocesi di Daegu (Sud)
  - Diocesi di Andong (Sud)
  - Diocesi di Busan (Sud)
  - Diocesi di Cheongju (Sud)
  - Diocesi di Masan (Sud)

### Provincia ecclesiastica di Gwangju
- Arcidiocesi di Gwangju (Sud)
  - Diocesi di Jeju (Sud)
  - Diocesi di Jeonju (Sud)

### Provincia ecclesiastica di Seul
- Arcidiocesi di Seul (Nord e Sud)

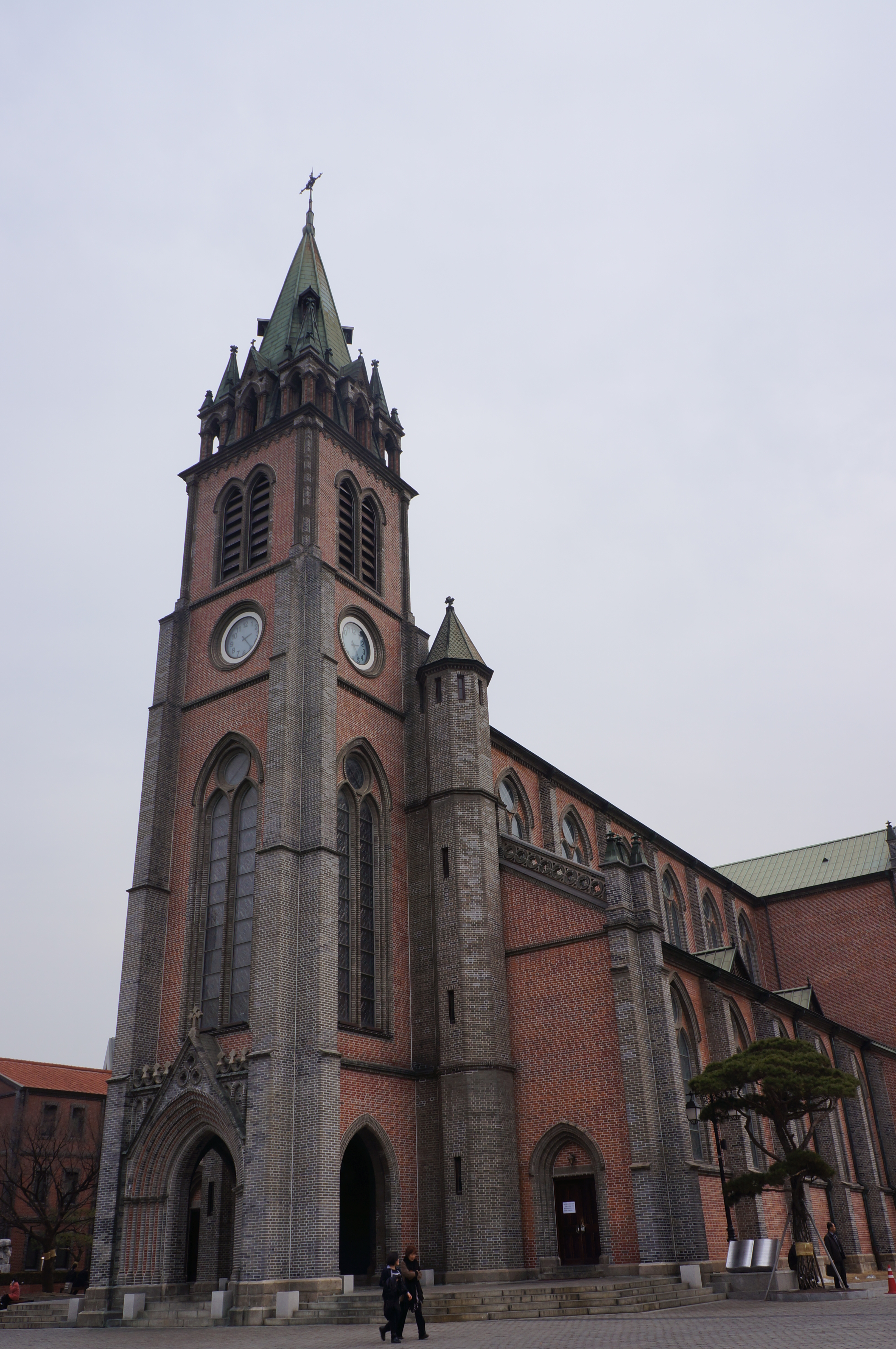
Cattedrale dell'Immacolata Concezione (Myeongdong) a Seul

  - Diocesi di Chuncheon (Nord e Sud)
  - Diocesi di Hamhung (Nord)
  - Diocesi di Incheon (Sud)
  - Diocesi di Pyongyang (Nord)
  - Diocesi di Suwon (Sud)
  - Diocesi di Daejeon (Sud)
  - Diocesi di Uijongbu (Sud)
  - Diocesi di Wonju (Sud)

### Immediatamente soggette alla Santa Sede
- Abbazia territoriale di Tokwon (Nord)
- Ordinariato militare in Corea (Sud)

## Nunziatura apostolica
La delegazione apostolica per la Corea è istituita il 7 aprile 1949 con il breve A Missionibus longissime di papa Pio XII.
La nunziatura apostolica di Corea è stata istituita il 5 settembre 1966 con il breve Haud multum di papa Paolo VI.

### Delegati apostolici
- Patrick James Byrne, M.M. † (7 aprile 1949 - 25 novembre 1950 deceduto)
- Egano Righi-Lambertini † (28 dicembre 1957 - 9 luglio 1960 nominato nunzio apostolico in Libano)
- Saverio Zupi † (26 ottobre 1960 - 31 gennaio 1962 nominato internunzio apostolico in Pakistan)
- Antonio del Giudice † (18 aprile 1962 - 5 settembre 1966 nominato nunzio apostolico)

### Nunzi apostolici
- Antonio del Giudice † (5 settembre 1966 - 19 agosto 1967 nominato nunzio apostolico nella Repubblica Dominicana)
- Ippolito Rotoli † (2 settembre 1967 - 15 novembre 1972 nominato pro-nunzio apostolico in Etiopia)
- Luigi Dossena † (26 febbraio 1973 - 24 ottobre 1978 nominato pro-nunzio apostolico in Niger, Alto Volta, Capo Verde e Senegal e delegato apostolico in Mali, Guinea Bissau e Mauritania)
- Luciano Angeloni † (25 novembre 1978 - 21 agosto 1982 nominato nunzio apostolico in Libano)
- Francesco Monterisi (24 dicembre 1982 - 20 giugno 1987 nominato officiale della Curia romana)
- Ivan Dias † (20 giugno 1987 - 16 gennaio 1991 nominato nunzio apostolico in Albania)
- John Bulaitis † (30 novembre 1991 - 25 marzo 1997 nominato nunzio apostolico in Albania)
- Giovanni Battista Morandini † (23 aprile 1997 - 6 marzo 2004 nominato nunzio apostolico in Siria)
- Emil Paul Tscherrig (22 maggio 2004 - 26 gennaio 2008 nominato nunzio apostolico in Danimarca, Finlandia, Islanda, Norvegia e Svezia)
- Osvaldo Padilla (12 aprile 2008 - 15 settembre 2017 ritirato)
- Alfred Xuereb (26 febbraio 2018 - 19 giugno 2023 dimesso)
- Giovanni Gaspari, dal 2 marzo 2024

## Conferenza episcopale
Elenco dei presidenti della Conferenza dei vescovi cattolici di Corea:
- Vescovo Thomas F. Quinlan, S.S.C.M.E. (1959 - 1964)
- Arcivescovo Paul Kinam Ro (1964 - 1967)
- Vescovo Victorinus Youn Kong-hi (1967 - 1970)
- Cardinale Stephen Kim Sou-hwan (1970 - 1975)
- Arcivescovo Victorinus Youn Kong-hi (1975 - 1981)
- Cardinale Stephen Kim Sou-hwan (1981 - 1987)
- Vescovo Angelo Kim Nam-su (1987 - 1993)
- Arcivescovo Paul Ri Moun-hi (1993 - 1996)
- Arcivescovo Nicholas Cheong Jin-suk (1996 - 1999)
- Vescovo Michael Pak Jeong-il (1999 - 2002)
- Arcivescovo Andreas Choi Chang-mou (2002 - 2005)
- Vescovo Augustine Cheong Myong-jo (novembre 2005 - 2006)
- Vescovo John of the Cross Chang Yik (2006 - 2008)
- Vescovo Peter Kang U-il (16 ottobre 2008 - 30 ottobre 2014)
- Arcivescovo Hyginus Kim Hee-jong (30 ottobre 2014 - 14 ottobre 2020)
- Vescovo Mathias Ri Iong-hoon (Lee Yong-Hoon), dal 14 ottobre 2020

Elenco dei vicepresidenti della Conferenza dei vescovi cattolici di Corea:
- Vescovo James Kim Ji-seok (16 ottobre 2008 - 30 ottobre 2014)
- Vescovo Gabriel Chang Bong-hun (30 ottobre 2014 - 15 ottobre 2020)
- Vescovo Basil Cho Kyu-man, (14 ottobre 2020 - 11 ottobre 2023)
- Vescovo Augustinus Kim Jong-soo, dall'11 ottobre 2023

Elenco dei segretari generali della Conferenza dei vescovi cattolici di Corea:
- Presbitero Thaddaeus Lee Ki-rak (2009 - ?)
- Vescovo Mathias Ri Iong-hoon (Lee Yong-Hoon) (12 ottobre 2016 - 14 ottobre 2020)
- Vescovo Lazarus You Heung-sik (14 ottobre 2020 - 11 giugno 2021)
- Vescovo Augustinus Kim Jong-soo (12 ottobre 2021 - 11 ottobre 2023)
- Arcivescovo Simon Ok Hyun-jjn, dall'11 ottobre 2023